# Mikoláš Aleš

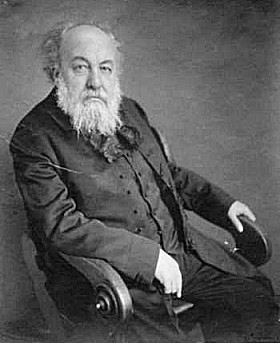
Mikoláš Aleš

Mikoláš Aleš (* 18. November 1852 in Mirotice; † 10. Juli 1913 in Prag) war ein böhmischer Maler und Illustrator. Er war einer der bedeutendsten Künstler der Generation des Prager Nationaltheaters und des 19. Jahrhunderts.

## Leben
Aleš war Sohn eines Stadtschreibers und Stadtrats. Wegen finanzieller Probleme musste die Familie öfters umziehen, 1856 zunächst nach Písek, Prag und schließlich 1859 wieder nach Mirotice. Im Alter von vier Jahren begann Aleš zu malen. 1862 besuchte er zunächst die Volksschule, 1865 wechselte er auf das Gymnasium, welches er jedoch wegen Auseinandersetzungen mit einem Professor verlassen musste. Er begann eine Malerlehre und besuchte ab 1867 die Realschule. Nach der Prüfung 1869 begab er sich nach Prag und begann ein Studium an der Kunstakademie Prag bei den Professoren Josef Mathias Trenkwald und Jan Swerts. Während des Studiums verdiente er sich seinen Unterhalt mit dem Malen kleiner Bilder und Illustrationen. 1876 nahm er an der Demonstration gegen den Professor Alfred Woltmann teil, wurde inhaftiert und aus der Akademie ausgeschlossen.

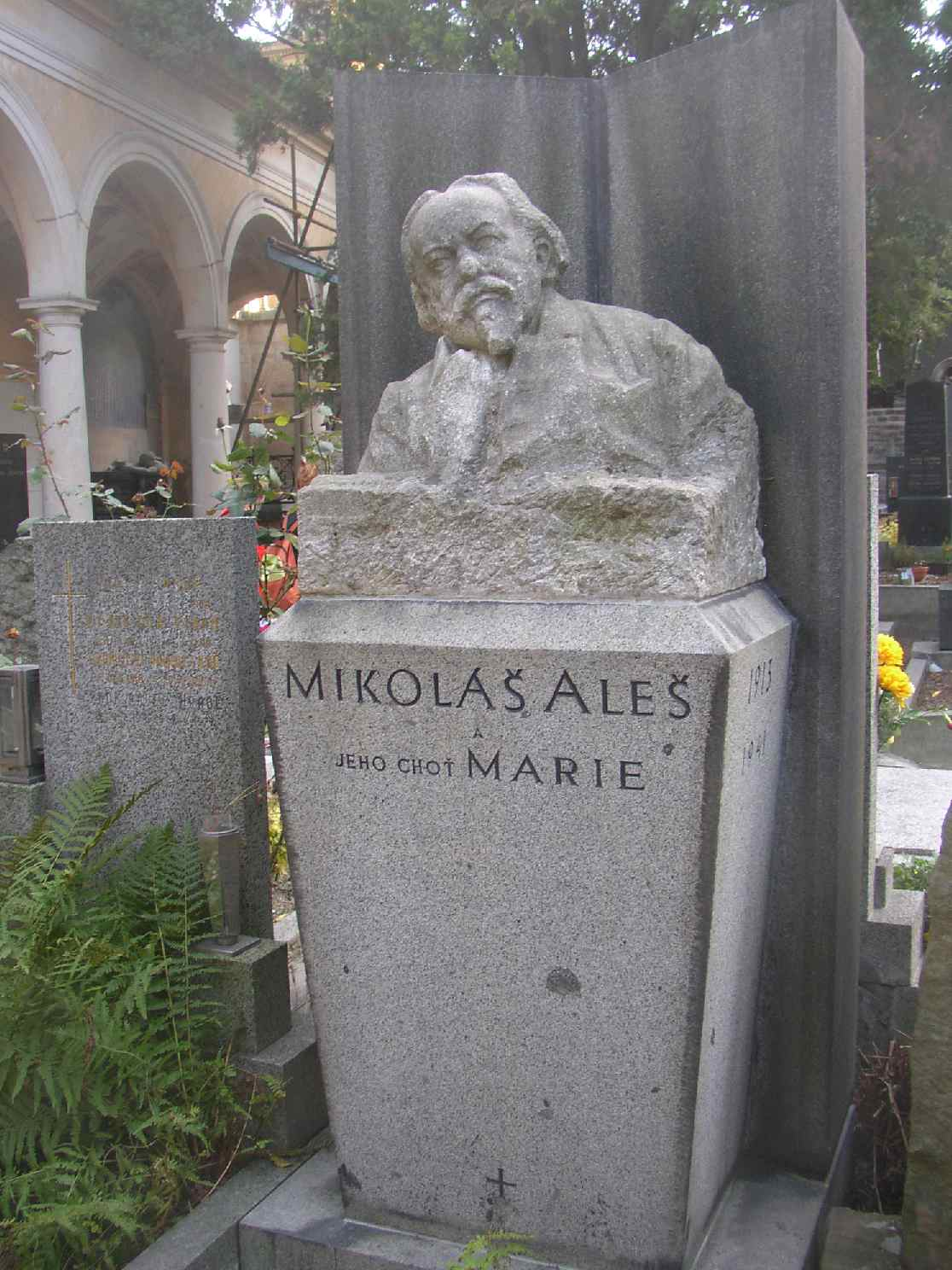
Aleš’ Grab auf dem Vyšehrader Friedhof in Prag

Zwischen 1865 und 1874 starben seine Brüder, die Mutter und schließlich der Vater. 1879 gewann er gemeinsam mit František Ženíšek die Ausschreibung zur Ausschmückung des Nationaltheaters. Am 29. April 1879 heiratete er seine Jugendliebe Marina Kailová (1858–1941) aus Boudy, zog auf die Kleinseite in Prag um und unternahm eine Studienreise nach Italien. Nach seiner Rückkehr arbeitete er 1880/81 an vierzehn Lünetten für das Nationaltheater sowie Illustrationen für Jakub Arbes’ Zeitschrift Šotek. 1889 illustrierte er einen Zyklus von Nationalliedern und malte Aquarelle; sein letzter Zyklus stammt aus dem Jahr 1913.
1895 wurden seine Werke in Prag ausgestellt; ein Jahr später gab der Mánes-Verein die erste Publikation über sein Werk heraus. Zu seinem sechzigsten Geburtstag wurde er von der Stadt Prag zum Ehrenbürger ernannt. Gleichzeitig erhielt er den Titel Inspekteur des Zeichnens an den Bürgerlichen Schulen und Berater in Bildenden Kunst.

## Werke

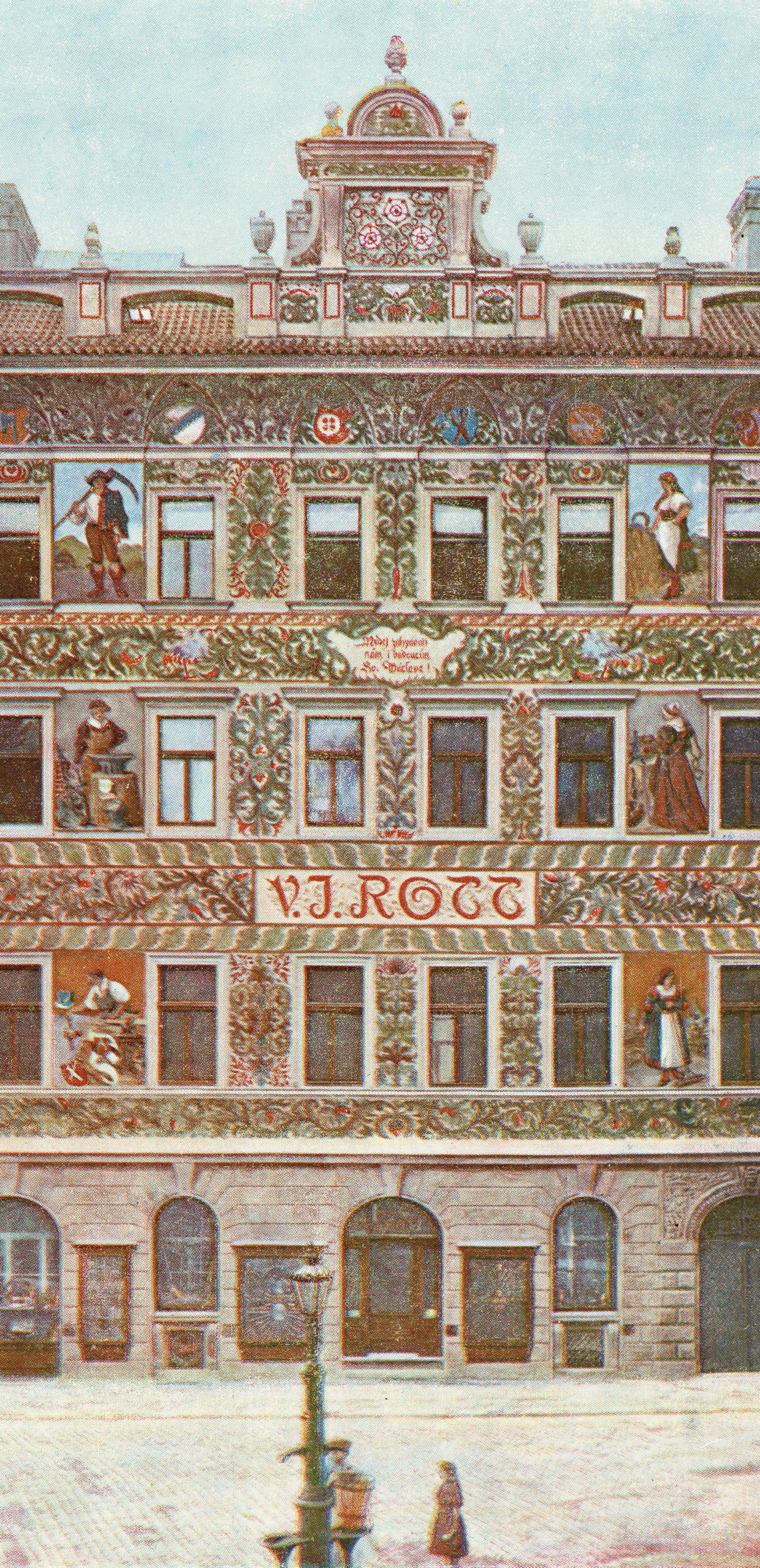
Fresko am Rott Haus in Prag, von M. Aleš

In seinen früheren Werken neigte er zu Romantik in Anlehnung an Josef Mánes, später war der Jugendstil seine Stilrichtung. Im Vordergrund stand immer die Liebe zum böhmischen Volk und seiner Geschichte. Mikoláš Aleš war zu Lebzeiten anerkannter Zeichner und Dekorateur, seine Ölgemälde errangen erst nach seinem Tode Berühmtheit. Viele seiner Fresken und Grafiken finden sich auch an Häusern in Prag, Pilsen und anderen böhmischen Städten. Auch Märchenbücher, Volksliedersammlungen und historische Literaturwerke sind von Aleš illustriert worden.

### Bilderzyklen
- Sinne (Smysly), 1876
- Heimat (Vlast), 1877 für das Nationaltheater (gemeinsames Werk mit František Ženíšek)
- Elemente (Živly), 1881
- Prag (Praha), 1882
- Das Leben der alten Slawen (Život starých Slovanů), 1891

### Ölbilder
- Begegnung des Georg von Podiebrad mit Matthias Corvinus (Setkání Jiřího z Poděbrad s Matyášem Korvínem), 1878
- Bethlehem

### Aquarelle
- Heiliger Wenzel (Svatý Václav), 1913

### Buchillustrationen
- František Ladislav Čelakovský
- Alois Jirásek
- Jakub Arbes

### Illustrationen für Zeitschriften
- Květy
- Světozor
- Zlatá Praha
- Šotek

### Sonstiges
- Sechzig Marionetten-Entwürfe für das Marionettentheater Prag
- Ausgestaltung der Berghütten Maměnka und Libušín in Pustevny